# Smolne (województwo zachodniopomorskie)
Smolne (do 1945 niem. Schmollenhagen) – wieś sołecka w Polsce położona w województwie zachodniopomorskim, w powiecie koszalińskim, w gminie Będzino.
| SIMC    | Nazwa   | Rodzaj |
| ------- | ------- | ------ |
| 0302570 | Podbórz | osada  |

W latach 1975–1998 wieś położona była w województwie koszalińskim.
W sąsiedztwie wsi znajduje się rezerwat przyrody "Wierzchominskie Bagno".

## Zabytki
- park dworski, z drugiej połowy XIX, nr rej.: A-1950z 12.06.1978, pozostałość po dworze.